# Deidara
Deidara (транслит.) je izmišljeni lik iz serije Naruto. On je nestali nindža S-ranka iz Ivagakurinog Tima eksplozija. On je takođe jedan od mlađih članova Akacukija.
Njegov hobi je eksperimentisanje sa eksplozivima, a omiljena fraza mu je: "Umetnost je eksplozija!" (芸術は爆発だ, Geijutsu wa Bakuhatsu da). 

## Pozadina

### Izdaja sela
Kada je bio šinobi iz sela Ivagakure, Deidara je bio student trećeg Cučikagea. Uprkos Deidarinom stalnom dosađivanju senseja, Onoki je bio veoma ponosan na njega. Bio je član i Tima eksplozija, pa je zato posedovao i kekei genkai (specijalnost), Eksplozivni stil. Deidara je takođe dobijao velike pohvale za njegove glinene skulpture koje je tada pravio. Međutim, on je uvek težio za većim visinama. U početku, njegov glavni cilj je bio da napravi što više radova, ali, pre svega, žudeo je za Ivagakurinim kindžicuom (zabranjena tehnika).
Ubrzo, Deidara krši zakon i krade tehniku, zbog čega je trebalo da bude uhapšen. Međutim, kada se njegova eksplozivna glina po prvi put aktivirala, odstranila je njegove gonitelje, Deidara je video tehniku koju je želeo: Umetnost u jednom trenutku (一瞬の芸術, Shunshin no Geijutsu).

### Akacuki
Nakon što je izdao svoje selo i postao nestali nindža, počeo je da pomaže ljudima iz različitih zemalja kao terorista bombaš. Tako je Akacuki i pročuo za njega. Nakon što je Oročimaru napustio Akacuki, Deidaru je našao Itači Učiha, Kisame Hošikagi i Sasori, koji su bili na misiji da ga ubace u Akacuki. Deidara je isprva odbio, terajući Itačija da ga izazove na bitku, obećavajući mu da će ga pustiti na miru ako Deidara pobedi. Deidara je dobrovoljno prihvatio Itačijev izazov, ali na kraju biva lako poražen. Deidara dobivši veliki udarac za njegov ego, počinje da prezire Itačija i njegov Šaringan. Međutim, svoje dane kao član Akacukija je iskoristio da bi se osvetio Itačiju i zbog toga je i trenirao svoje levo oko protiv njegvog gendžicua. Deidara je takođe otkrio Saskeu u njihovoj borbi da je C4 napravio isključivo u svrsi ubijanja Itačija.

## Ličnost

### Osobine
Deidara nije imao mnogo strpljenja i obično je burno reagovao na banalne stvari. Nije znao da uživa u dobroj borbi jer bi u veoma kratkom roku razneo svoje neprijatelje. Jedna od Deidarinih osobina je i njegova ljubav prema umetnosti. Poštovao je svaki oblik umetnosti, čak i ako se on nije slagao sa svojim stilom. Deidara je takođe imao naviku da završava svoje rečenice nekim oblikom groktaja (…うん, …un), grubo prevedenim kao "da" ili "hm".
Deidara je svog prvog partnera zvao Majstor Sasori (サソリの旦那, Sasori no Danna; engl. Sasori, my man), iz poštovanja prema njemu kao kolegi umetniku. Takođe je priznao da je Sasori mnogo jači nego što je bio ranije. Ali uprkos svemu, Deidara i Sasori su često upadali u svađe oko toga šta je prava umetnost (Deidara je tvrdio da je umetnost prolazna, dok je Sasori tvrdio da je umetnost nešto predivno i da će opstati daleko u budućnosti). Ovo je bio odraz njihove individualne prirode (Deidara je pravio glinene skulpture koje su eksplodirale, a Sasori je pravio dugotrajne lutke od ljudi). Deidara je spolja izgledao kao da je poštovao Sasorijeva verovanja, ali izgleda da nije mogao da odoli da zada zadnji ubod nakon njegove smrti.
Deidarino partnerstvo sa svojim drugim partnerom, Tobijem, je, međutim, sasvim drugačije. Tobi je jako poštovao Deidaru, pa ga ja stalno zvao sa sufiksom senpaj. Tobi ima bezbrižnu i šašavu ličnost, što je uglavnom iritiralo Deidaru, koji je verovao da bi svi članovi Akacukija trebalo da se ponašaju mirno, govore manje i izgledaju ozbiljno. Tobi bi često i nenamerno razljutio Deidaru, što bi obično dovelo do napada na njega na komičan način (minira ga sa svojom eksplozivnom glinom ili počne da ga davi nogama, što je nazvao „Mučeničkom smrću”). U borbi, međutim, ovo dvoje ostave po strani svoje razlike, i rade zajedno. Na početku je izgledalo kao da Deidara ima manji osećaj zahvalnosti prema Tobiju, nego Tobi prema njemu, ali ipak, on se u svojim mislima izvinjava Tobiju što ga ostavlja i potom aktivira tehniku samouništenja.

### Pojava
Deidara ima izražajno plave oči sa dugom plavom kosom, koja je obično vezana u konjski rep. Njegovo levo oko je prekriveno malom kamericom koja može da uveliča sliku i da vidi kroz gendžicu. Takođe, imao je i usta na oba svoja dlana koja je koristio da oblikuje glinu u željeni oblik, a ispod njegovog Akacuki plašta su se nalazile dve velike torbe pune gline koju je koristio u borbama. Gara je smmrvio jednu Deidarinu ruku, a drugu je Kakaši razneo i poslao u neku drugu dimenziju. Kakuzu je uspeo da prišije Deidari nove ruke, ali ovoga puta su bile malo tamnije boje nego što je bila njegova boja kože. 
Na grudima je imao velika, prošivena usta za postavljanje njegove samoubilačke tehnike. Na njegovom desnom kažiprstu, Deidara je nosio Akacuki prsten sa oznakom sa plavu boju. Takođe, kao i svaki drugi član Akacukija, sem Jahika, Deidara ima crni lak za nokte na rukama, a i na nogama.
Nakon što ga je Kabuto prizvao iz mrtvih, Deidara nosi crni ogrtač sa crvenom kragnom, ili crveni ogrtač sa belom kragnom, kako je prikazano u mangi. Prestao je da nosi svoj zaštitnik za čelo, što je rezultovalo da je njegova kosa mnogo opuštenija, uprkos tome što i dalje nosi konjski rep, a njegove svetle oči su prešle u tamnije boje.

### Sposobnosti
Deidara je moćan S-rank nestali nindža koji je zahvaljujući svojim sposobnostima stekao poštovanje u Akacukiju. Njega i njegove sposobnosti je slavio čak i vođa, Pejn, koji je otvoreno priznao da je on bio nešto jedinstveno, i da je njegova smrt bio veliki udarac za celu grupu.
Jedna od njegovih jačih tačaka je bila njegova inteligencija, sa puno trikova, pažljivo je računao razdaljinu između svoje eksplozivne gline i protivnika, pa je to i uradio u borbi protiv Gare, uspevajući da stavi svoju glinu u Garin pesak trenutak pre nego što mu je Gara otkinuo ruku. Kao specijalista na velike razdaljine, bio je slabiji u bliskoj borbi, ali je ipak bio vešt da se kloni bliske borbe, kao što je to učinio sa specijalistima kao što su Tim Gaj, iako je izgubio obe ruke pre njihovog susreta. Takođe je u svakom trenutku imao još neki trik u rukavu, kako bi pobegao svojim „komšijama” kada je to potrebno.

#### Transformacija čakrine prirode
Deidara je posedovao kekei genkai poznat kao Eksplozivni stil: on mu je omogućavao, koristeći dve prirode čakre, da dâ svojoj čakri eksplozivne kvalitete. Deidara je takođe posedovao usta na oba dlana i na grudima, kao posledica krađe moćnog kindžicua iz njegovog sela.
Koristeći ove dve sposobnosti, Deidara je mogao da stvori eksplozivnu glinu. Aktivirao ju je uz komandu „kacu!” i znak rukama, tigar. Ova glina može biti oblikovana u širok spektar oblika i formi, povećavajući se kada je nadahnuta čakrom (Ovo se obično dešava kada Deidara izvodi neobavezne znakove rukama), i može se kontrolisati po volji.
Deidara je takođe mogao da stvori i glinene klonove, i nazvao ih je „Samoubilački bombaški napad klonova,” koji je mogao da bude smrtonosno iznenađenje za protivnike. Deidarine kreacije su bile različitih veličina, od mikroskopskih do gigantskih, što mu je svakako bilo potrebno da bi se prilagodio svakoj situaciji. Deidara je takođe koristio svoju glinu i u druge svrhe, kao što je ogromna glinena ptica koja mu je služila za transport.

#### Levo oko
Deidara je nosio kamericu na svom levom oku, koja mu je omogućavala da pažljivo osmotri svog protivnika na velike razdaljine, a takođe je bio u mogućnosti uz pomoć kamere da vidi gendžicu i da ga se ubrzo oslobodi. Deidara je posebno trenirao svoje levo oko da bi mogao da se suprotstavi Itačijevom snažnom gendžicuu. Izgleda da Deidara može da vidi na velike razdaljine i bez svoje kamere, kao što se vidi nakon što ga je Kabuto oživeo.

## Zanimljivosti
- Deidara je u jednom spisku najpopularnijih likova bio na 3. mestu, dok je Naruto bio na 4. mestu. Takođe je Deidara bio jedini član Akacukija koji je dospeo na tako visoko mesto na spisku (Mada, kada je spisak izašao, pola Akacukija nije ni bilo predstavljeno).
- Tobi je komentarisao da će Deidara na kraju umreti od eksplozije, a Sasori je verovao da je on tip čoveka koji će da umre mlad. Oboje su bili upravu jer je Deidara poginuo u velikoj eksploziji u borbi protiv Saskea, a tada je imao samo 19 godina.
- Deidara je bio najmlađi član Akacukija.

## Literatura
- -{Masashi Kishimoto, Il Mondo di Naruto. La guida ufficiale del Manga vol.1 - Hiden Rin no Sho: Il Libro delle Sfide, Modena, Planet Manga, 2008.
- Masashi Kishimoto, Il Mondo di Naruto. La guida ufficiale del Manga vol.2 - Hiden Hyo no Sho: Il Libro del Ninja, Modena, Planet Manga, 2009.
- Masashi Kishimoto, Il Mondo di Naruto. La guida ufficiale del Manga vol.3 - Hiden To no Sho: Il Libro dei combattimenti, Modena, Planet Manga, 2010.}-